# Pus parl'en cathala. Deu li'n don Gloria
«Pus parla en català, Déu li'n don Glòria» és la frase final d'un sonet, en català antic, escrit per un frare caputxí anònim, dedicat a l'historiador Jeroni Pujades. Figura impresa en la seva Crònica universal del principat de Catalunya del 1609 però el text és anterior. Tot i que durant molt de temps la frase es va considerar anònima, hi ha estudis moderns que atribueixen la frase al frare caputxí Ciril Bofill.
Es tracta d'una de les moltes vindicacions (aquesta vegada acrítica) de la llengua catalana durant l'època de la decadència literària. Josep Pau Ballot i Torres la va reprendre com la frase final de la seva Gramàtica i Apologia de la Llengua Catalana del 1815, en una ortografia modernitzada: «Puix parla en català, Déu li'n don glòria». Joan Coromines sempre va barallar-se contra una interpretació laxista en el sentit que «Com que és català, ja pot anar» d'aquesta frase feta i preconitza una unitat de la llengua, tot respectant-ne les diferències, per tal d'evitar «l'uniformisme monolític del francès». L'escriptor Joan Fuster i Ortells va transformar-la en una versió més laica: «Puix parla en català… vegem què ha dit» i en aquesta segona forma s'ha emprat algunes vegades. En una crítica d'un cert barcelonocentrisme del món literari català contemporani, Antoni Martí Monterde proposà una nova paràfrasi: «Com que parla de Barcelona, la crítica li don glòria».